# Charles H. Percy

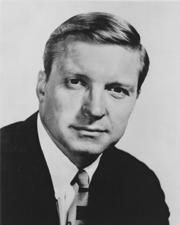
Charles H. Percy

Charles Harting Percy (* 27. September 1919 in Pensacola, Florida; † 17. September 2011 in Washington, D.C.) war ein US-amerikanischer Politiker der Republikanischen Partei, der den Bundesstaat Illinois im US-Senat vertrat.

## Biografie
Nach dem Besuch öffentlicher Schulen in Chicago und der New Trier High School in Winnetka studierte er an der University of Chicago, die er 1941 mit der Graduierung abschloss. Anschließend wurde er Mitarbeiter der Firma Bell & Howell, ehe er 1943 während des Zweiten Weltkrieges als Midshipman in den Dienst der US Navy eintrat und 1945 als Lieutenant entlassen wurde. Nach dem Zweiten Weltkrieg nahm er seine Tätigkeit bei Bell & Howell wieder auf und stieg 1949 schließlich zum Präsidenten, CEO und Vorstandsvorsitzenden des Herstellers von filmtechnischem Gerät auf. Diese Positionen bekleidete er bis 1963.
1956 ernannte ihn US-Präsident Dwight D. Eisenhower zu seinem persönlichen Vertreter im Range eines Sonderbotschafters bei den Amtseinsetzungen des Präsidenten von Bolivien, Hernán Siles Zuazo, am 17. Juni 1956 sowie des Präsidenten von Peru, Manuel Prado y Ugarteche, am 28. Juli 1956.
1964 kandidierte er gegen den demokratischen Amtsinhaber Otto Kerner erfolglos für das Amt des Gouverneurs von Illinois. Zwei Jahre darauf wurde er als Kandidat der Republikanischen Partei zum US-Senator gewählt und hatte nach seinen Wiederwahlen 1972 und 1978 vom 3. Januar 1967 bis zum 3. Januar 1985 das erste Senatsmandat für Illinois (Senator Class 2) inne. Zuletzt war er während der ersten Amtsperiode von US-Präsident Ronald Reagan von 1981 bis 1985 Vorsitzender des Senatsausschusses für Auswärtige Beziehungen (United States Senate Committee on Foreign Relations). 1984 unterlag er bei den Senatswahlen seinem demokratischen Herausforderer Paul M. Simon, einem Abgeordneten des US-Repräsentantenhauses.
Anschließend kehrte er in die Privatwirtschaft zurück und war nicht nur Präsident seiner eigenen Firma Charles Percy & Associates, Inc., sondern auch Mitglied der Vorstände mehrerer Stiftungen und Komitees. Seine Tochter Sharon Percy ist seit 1967 mit Jay Rockefeller, dem früheren Gouverneur und heutigen demokratischen US-Senator für West Virginia, verheiratet.
Er starb kurz vor seinem 92. Geburtstag.